# Erich Fenninger

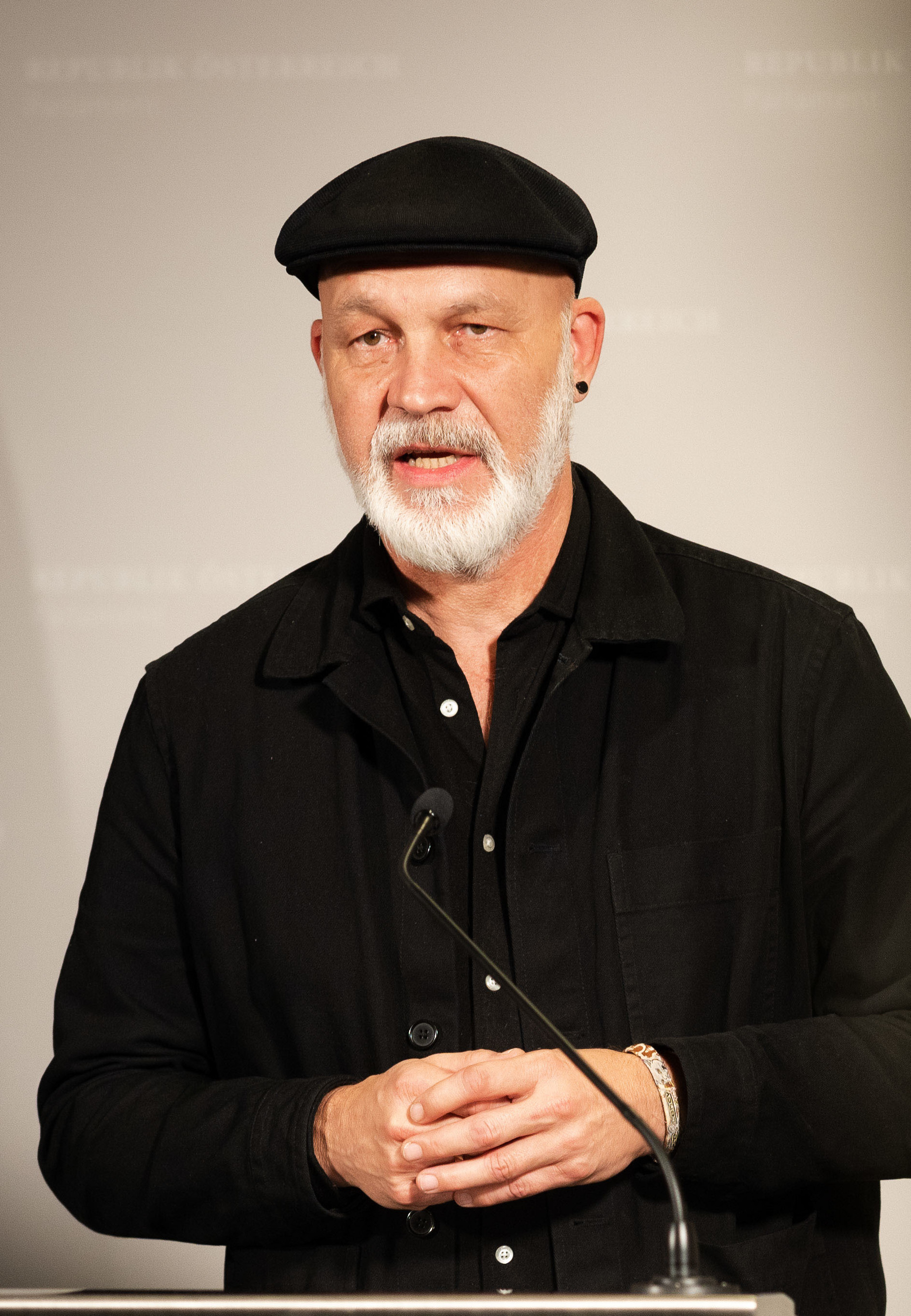
Erich Fenninger (2021)

Erich Fenninger (* 12. September 1963 in Bad Vöslau) ist ein österreichischer Manager und Arbeitgeberfunktionär. Er ist seit 2003 Bundesgeschäftsführer der Volkshilfe Österreich und seit 2016 Vorstandsvorsitzender der Sozialwirtschaft Österreich.

## Leben
Erich Fenninger wurde 1963 in Bad Vöslau geboren. Nach der Matura absolvierte er eine Ausbildung zum Sozialarbeiter an der Bundesakademie für Sozialarbeit in Wien. Auf dem weiteren Bildungsweg studierte er Sozialarbeitswissenschaft und Organisationsentwicklung an der Akademie für Sozialarbeit der Stadt Wien und der FH St. Pölten. Ab 1985 arbeitete Fenninger als Sozialarbeiter. Von 1991 bis 2003 war er Geschäftsführer der Volkshilfe Niederösterreich. Seit dem Jahr 2003 ist er Bundesgeschäftsführer der Volkshilfe Österreich und Mitglied in Vorständen und Aufsichtsräten verschiedener Volkshilfe-Teilbetriebe. Seit 2016 ist Fenninger Vorsitzender der Sozialwirtschaft Österreich, der größten Arbeitgeber-Organisation der privaten Sozial- und Gesundheitsbranche in Österreich. In seiner Funktionszeit kam es mehrmals zu Streiks rund um die Frage einer Arbeitszeitverkürzung.
Von 1996 bis 1997 war Fenninger Bundesvorsitzender der Jungen Generation Österreich, einer Jugendorganisation der SPÖ. Von 2010 bis 2018 war er Mitglied des ORF-Publikumsrats. Von 2014 bis 2017 war er zudem Mitglied des ORF-Stiftungsrates und dort Leiter des sogenannten SPÖ-„Freundeskreises“. Im Juni 2015 gründete er unter anderem mit dem Traiskirchner Bürgermeister Andreas Babler, Vertretern der Freiheitskämpfer und der Sozialistischen Jugend die SPÖ-interne Initiative Kompass, die als Plattform des linken Flügels der Partei dienen soll.
Fenninger engagiert sich besonders in den Bereichen der Kinderarmut und der Menschenrechte. Er sitzt im wissenschaftlichen Beirat für Soziale Arbeit der FH St. Pölten, ist Vorstandsmitglied des Österreichischen Komitees für Soziale Arbeit (ÖKSA) und Sprecher der Plattform für eine menschliche Asylpolitik.

## Publikationen
- als Mitherausgeber: Was wir über Kinderarmut wissen. Löcker, Wien 2022, ISBN 978-3-99098-025-5.
- als Herausgeber: Voices for Refugees. Für ein menschliches Europa. Residenz, St. Pölten 2015, ISBN 978-3-7017-3392-7.
- als Herausgeber: Ich bin, wer ich war: Mit Demenz leben. Residenz, Salzburg 2014, ISBN 978-3-7017-3332-3.
- als Herausgeber: Von Freiheit träumen: Das Flüchtlingsleben der Westsaharauis. Bilder und Gespräch über Stillstand, Hoffnung und Hilfe. Mandelbaum, Wien 2011, ISBN 978-3-85476-380-2.